# Prefectura de Nagano
La prefectura de Nagano (長野県) està ubicada a l'illa de Honshu, Japó. La capital és la ciutat de Nagano. Les muntanyes al nord de Nagano ofereixen la possibilitat del turisme hivernal, amb grans superfícies on esquiar o caminar. També ressalten les seves temples on la pau és l'especial protagonista.

## Ciutats
| - Azumino - Chikuma - Chino - Iida - Iiyama - Ina - Komagane | - Komoro - Matsumoto - Nagano (capital) - Nakano - Okaya - Ōmachi | - Saku - Shiojiri - Suwa - Suzaka - Tōmi - Ueda |

## Pobles i viles
- Districte de Chiisagata
  - Aoki
  - Nagawa
- Districte de Hanishina
  - Sakaki
- Districte de Higashichikuma
  - Asahi
  - Chikuhoku
  - Hata
  - Ikusaka
  - Omi
  - Yamagata
- Districte de Kamiina
  - Iijima
  - Minamiminowa
  - Minowa
  - Miyada
  - Nakagawa
  - Tatsuno
- Districte de Kamiminochi
  - Iizuna
  - Nakajō
  - Ogawa
  - Shinano
  - Shinshūshin
- Districte de Kamitakai
  - Obuse
  - Takayama
- Districte de Kiso
  - Agematsu
  - Kiso (vila)
  - Kiso (poble)
  - Nagiso
  - Ōkuwa
  - Ōtaki
- Districte de Kitaazumi
  - Hakuba
  - Ikeda
  - Matsukawa
  - Otari
- Districte de Kitasaku
  - Karuizawa
  - Miyota
  - Tateshina
- Districte de Minamisaku
  - Kawakami
  - Kitaaiki
  - Koumi
  - Minamiaiki
  - Minamimaki
  - Sakuho
- Districte de Shimoina
  - Achi
  - Anan
  - Hiraya
  - Matsukawa
  - Neba
  - Ōshika
  - Seinaiji
  - Shimojō
  - Takagi
  - Takamori
  - Tenryū
  - Toyooka
  - Urugi
  - Yasuoka
- Districte de Shimominochi
  - Sakae
- Districte de Shimotakai
  - Kijimadaira
  - Nozawaonsen
  - Yamanouchi
- Districte de Suwa
  - Fujimi
  - Hara
  - Shimosuwa